# 直立水含羞草
直立水含羞草（学名：Neptunia plena）又名假含羞草，为豆科细枝水合欢属下的一个种。

## 分布
本種原生於美洲熱帶及亞熱帶，已被引入到印度、孟加拉、斯里蘭卡、馬來西亞半島、爪哇島、華東、華南以及臺灣。

## 扩展阅读
- 維基物種上的相關：直立水含羞草